# 132 TCN
Năm 132 TCN là một năm trong lịch Julius. 